# Arrakis
Arrakis er navnet på den fiktionelle planet, hvor størstedelen af handlingen i Frank Herberts science fiction roman fra 1965 "Klit" (eng:"Dune") udspiller sig.
Planeten er en ørkenplanet og den eneste ressourse til krydderiet Melange. Planeten bliver skueplads for konflikt mellem adskillige adelige familier, der er rejst til Arrakis for at erhverve sig Melange. Krydderiet Melange muliggør rumrejser, hvilket gør det vitalt for universet og dermed meget værdifuldt.
Planeten er tør og barsk og består for størstedelens vedkommende af åben ørken, hvor de gigantiske sandorme hersker.